# Бруяко Ігор Вікторович
Ігор Вікторович Бруяко (30.01.1963, Дашогуз, Туркменістан) — український археолог, доктор історичних наук, професор.

## Біографія
Народився 30 січня 1963 року в місті Дашогуз (Туркменістан) в родині геологів. З 1968 року мешкає в місті Одеса. 
У 1988  році закінчив історичний факультет Одеського  державного університету імені І. І. Мечникова. 
Протягом  1979  — 1981  років  працював у Відділі археології Північно-Західного Причорномор'я Інституту Археології АН України на посаді лаборанта.
З 1984 року працював в Одеському археологічному музеї Національної Академії наук України, у 2007 —  2023 роках  обіймав посаду директора музею. Викладає в Одеському національному  університеті (спеціальні курси з археології).
У 1993 році  при Відділі історії античної культури Інституту історії матеріальної культури Російської Академії Наук ( м. Санкт-Петербург) захистив  дисертацію «Демографія та економіка населення Північно-Західного Причорномор'я в другій половині VII — початку III ст. до н. е.» на здобуття наукового ступеня кандидата історичних наук.  
У 2004  році там же захистив дисертацію  «Процеси культурогенеза в Причорноморсько-Карпатському регіоні в ранню залізну добу (перша половина I тисячоліття до н. е.)» і здобув науковий ступінь доктора історичних наук. Згодом присвоєно вчене звання професора.
У 2008  —  2015 роках працював на кафедрі всесвітньої історії Південноукраїнського національного педагогічного університету імені К. Д. Ушинського.

## Наукова діяльність
Брав участь у дослідженні археологічних пам'яток різних епох і культур, а саме:  Ніконій, Тіра, Картал-Орлівка, Алтин-депе. Керував роботами Ніконійської археологічної експедиції (античне місто Ніконій). В даний час — начальник Нижньодунайської археологічної експедиції і один з керівників проекту «Орлівка — діалог епох і культур».

### Праці
- Скифская керамика античных поселений Нижнего Поднестровья VI—V вв. до н. э./И. В. Бруяко. // Киммерийцы и скифы: Тезисы докладов международной конференции. – Ч. 1. –  Кировоград, 1987. – С. 28 — 30.
- О ритме палеогеографических изменений и смене культурных групп в Северо-Западном Причерноморье/ И. В. Бруяко, В. А. Карпов, В. Г. Петренко. // История и археология Нижнего Подунавья: Тезисы докладов. – Рени, 1989. – С. 5 — 7.
- Фракийская керамика из раскопок городища Новосельское-II на Нижнем Дунае/И. Бруяко, С. Гизер. // Охранные историко-археологические исследования на Юго-Западе Украины. – Одесса; Запорожье, 1990. – С. 113 — 121.
- Северо-Западное Причерноморье в VII-V вв. до н. э. Начало колонизации Нижнего Поднестровья/ И. В. Бруяко.// Античный мир и археология. — Вып. 9 . —  Саратов, 1993.— С. 60 - 79.
- Очерки экономической истории населения Северо-Западного Причерноморья в 7 – 3 вв. до Р.Х.: монография /И. В. Бруяко. – Волжск, 1999. – 210 с.
- О событиях III в. до н.э. в Северо-Западном Причерноморье (четыре концепции кризиса)/И. В. Бруяко. // Вестник древней истории. - 1999. -  № 3. — С. 76 - 91.
- Виктор Федорович Петрунь и его вклад в археоминералогию/И. В. Бруяко, М. Ю.  Видейко, И. В. Сапожников.// Археоминералогия и ранняя история минералогии: Доклады международного семинара. – Сыктывкар: Геопринт, 2005. – С. 17 - 22